# Team Scheire
Team Scheire is een Belgisch televisieprogramma van Sputnik dat van 2018 tot en met 2020 uitgezonden werd op Canvas. In dit technologieprogramma schakelt Lieven Scheire acht makers (ingenieurs, ontwerpers, wetenschappers en programmeurs) in om samen creatieve en concrete oplossingen te ontwikkelen voor dagelijkse problemen die mensen ondervinden omwille een beperking of andere problemen. Dit format is gebaseerd op het BBC-programma The Big Life Fix.

## Seizoen 1: 2018
Seizoen 1 telde acht afleveringen (zestien verschillende zaken) en acht makers.

### Makers
- Lynn Coorevits: Innovatiemanager bij IMEC
- Anthony Liekens: Uitvinder en technologisch consulent
- Katrien De Graeve: Internet of things specialist bij Microsoft
- Ronald Van Ham: zaakvoerder van Mechalogic en prof. dr. ir. mechatronica bij VUB
- Maria-Christina Ciocci: Prof. dr. in de wiskunde bij UGent en oprichtster van Ingegno en De Creatieve STeM vzw
- Elisa Van Coster: Meubelontwerpster en -bouwer in staal en hout bij Studio Basalt
- Maarten Weyn: Prof. dr. ing. Elektronica-ICT bij UAntwerpen/IMEC en specialist draadloze communicatie
- Deepak Mehta: Educatief coördinator bij Technopolis

### Afleveringen
| Afl. | Uitzenddatum     | Cases                                       | Makers                 |
| ---- | ---------------- | ------------------------------------------- | ---------------------- |
| 1    | 29 oktober 2018  | Lazlo wil kunnen gamen                      | Anthony Liekens        |
| 1    | 29 oktober 2018  | Roland wil zelfstandig kunnen blijven       | Lynn Coorevits         |
| 2    | 5 november 2018  | Monique wil foto's nemen                    | Katrien De Graeve      |
| 2    | 5 november 2018  | Pluim wil dansen                            | Ronald Van Ham         |
| 3    | 12 november 2018 | Tima wil zelfstandig naar school            | Elisa Van Coster       |
| 3    | 12 november 2018 | Maria wil meer contact met haar familie     | Maria-Christina Ciocci |
| 4    | 19 november 2018 | Quinten wil tot rust komen                  | Deepak Mehta           |
| 4    | 19 november 2018 | Carmen wil zich veiliger voelen op de fiets | Maarten Weyn           |
| 5    | 26 november 2018 | Cato wil wakker worden                      | Maria-Christina Ciocci |
| 5    | 26 november 2018 | Morgan wil fietsen                          | Ronald Van Ham         |
| 6    | 3 december 2018  | Flo en Minne willen orde en structuur       | Anthony Liekens        |
| 6    | 3 december 2018  | Tom wil communiceren                        | Lynn Coorevits         |
| 7    | 10 december 2018 | Ben wil zeer zorgeloos kunnen sporten       | Maarten Weyn           |
| 7    | 10 december 2018 | Wouter wil ondertitels begrijpen            | Katrien De Graeve      |
| 8    | 17 december 2018 | Jara wil sporten                            | Deepak Metha           |
| 8    | 17 december 2018 | Bart wil tuinieren                          | Elisa Van Coster       |

## Seizoen 2: 2020
Seizoen 2 zou normaal in het voorjaar van 2020 worden uitgezonden, maar werd uitgesteld tot het najaar. In het kader van de De Warmste Week 2019 werd de eerste aflevering on-line beschikbaar gemaakt via VRT NU. Op 31 januari 2020 werd ook de tweede aflevering on-line beschikbaar gemaakt.

### Makers
- Anthony Liekens: Uitvinder en technologisch consulent
- Lynn Coorevits: Innovatiemanager bij IMEC
- Kristel Van den Bergh: Innovatiemanager 3D-printen bij Materialise
- Maarten Weyn: Prof. dr. ing. Elektronica-ICT bij UAntwerpen/IMEC en specialist draadloze communicatie
- Katrien De Graeve: Internet of things specialist bij Microsoft
- Ronald Van Ham: zaakvoerder van Mechalogic en prof. dr. ir. mechatronica bij VUB
- Maria-Christina Ciocci: Prof. dr. in de wiskunde bij UGent en oprichtster van Ingegno en De Creatieve STeM vzw
- Deepak Mehta: Educatief coördinator bij Technopolis

### Afleveringen
| Afl. | Uitzenddatum     | Cases                                                                 | Makers                |
| ---- | ---------------- | --------------------------------------------------------------------- | --------------------- |
| 1    | 13 oktober 2020  | Kenny wil zelf zijn kunstwerken in graffiti op de muur kunnen zetten. | Anthony Liekens       |
| 1    | 13 oktober 2020  | Kinderziekenhuis zoekt oplossing voor operatiekamer.                  | Lynn Coorevits        |
| 2    | 20 oktober 2020  | Debby wil een plateau kunnen dragen.                                  | Kristel Van den Bergh |
| 2    | 20 oktober 2020  | Tatjana wil zonder stress van muziek genieten.                        | Maarten Weyn          |
| 3    | 27 oktober 2020  | Greet wil graag een regenhoes voor haar rolstoel.                     | Ronald Van Ham        |
| 3    | 27 oktober 2020  | Pakize krijgt als slechtziende hulp bij het vinden van de juiste bus. | Katrien De Graeve     |
| 4    | 3 november 2020  | Leon wil een weermachine die gemakkelijk te begrijpen is.             | Anthony Liekens       |
| 4    | 3 november 2020  | Sarah wil zelfstandig kunnen paardrijden.                             | Maarten Weyn          |
| 5    | 10 november 2020 | Tijl heeft hulp nodig om correct te leren stappen.                    | Maria-Cristina Ciocci |
| 5    | 10 november 2020 | Mona en Camille willen hun schermtijd beter kunnen verdelen.          | Deepak Mehta          |
| 6    | 17 november 2020 | Lien wil ondanks haar spierziekte kunnen blijven gitaarspelen.        | Ronald Van Ham        |
| 6    | 17 november 2020 | Nieuwkomer Lola heeft hulp nodig bij het studeren in het Nederlands.  | Katrien De Graeve     |

## De warmste makerspace
Tijdens de De Warmste Week 2019 werd gedurende drie dagen in het buda-lab in Kortrijk door makers gewerkt aan oplossingen voor kleine problemen. Enkele van de makers uit de tv-reeks hielpen hieraan mee. Drie portretten van gebouwde oplossingen kwamen tijdelijk beschikbaar op VRT NU.